# Kasteel Attenrode
Het Kasteel Attenrode is een kasteel in de tot de Vlaams-Brabantse gemeente Glabbeek behorende plaats Attenrode, gelegen aan de Torenstraat 62.

## Geschiedenis
In de 15e eeuw stond hier het Hof van Boeslinter. In de jaren '90 van de 19e eeuw was het eigendom van baron Karel de Turck de Kersbeeck. Deze liet de U-vormige hoeve ombouwen tot een kasteel. Dit kasteel werd gebouwd in neorenaissancestijl met een architectuur van baksteen met zandstenen speklagen. In 1909 werd nog een dienstenvleugel aangebouwd. Het kasteel heeft een rond hoektorentje en in 1910 werd nog een toren bijgebouwd op vierkante basis met een achthoekige bovenbouw, met een peervormige spits.
Het kasteeltje wordt bewoond door de familie d'Escaille-de Turck.